# Глушец (Речицкий район)
Глушец (бел. Глушэц) — деревня в Белоболотском сельсовете Речицкого района Гомельской области Белоруссии.

## География

### Расположение
В 17 км на север от районного центра и железнодорожной станции Речица (на линии Гомель — Калинковичи), 67 км от Гомеля.

### Гидрография
На западной окраине река Днепр и в его пойме озеро Тута.

## Транспортная сеть
Транспортные связи по просёлочной, затем автомобильной дороге Речица — Светлогорск. Планировка состоит из плавно изогнутой улицы, ориентированной с юго-запада на северо-восток, к которой с юго-востока присоединяются 2 короткие улицы. Застройка неплотная, деревянная, усадебного типа.

## История
По письменным источникам известна с XIX века как селение в Чеботовичской волости Гомельского уезда Могилёвской губернии, действовала паромная переправа через Днепр. Согласно переписи 1897 года действовала водяная мельница, рядом находился фольварк.
В августе 1918 года, во время немецкой оккупации, Горвальский партизанский отряд занял деревню. В 1926 году в Уваровичском районе Гомельского округа. В 1931 году организован колхоз «Прогресс», работала кузница. Во время Великой Отечественной войны в июне 1943 года оккупанты сожгли 63 двора и убили 3 жителей. 41 житель погиб на фронте. Согласно переписи 1959 года в составе совхоза «Речицкий» (центр — деревня Белое Болото).

## Население

### Численность
- 2004 год — 30 хозяйств, 41 житель

### Динамика
- 1897 год — 30 дворов 172 жителя; в фольварке 3 двора, 13 жителей (согласно переписи).
- 1926 год — 44 двора, 242 жителя.
- 1940 год — 66 дворов, 224 жителя.
- 1959 год — 218 жителей (согласно переписи).
- 2004 год — 30 хозяйств, 41 житель.